# W. – Ein missverstandenes Leben
W. – Ein missverstandenes Leben (Originaltitel: W.) ist eine US-amerikanische Filmbiografie von Oliver Stone aus dem Jahr 2008, welche die Lebensgeschichte des 43. Präsidenten der Vereinigten Staaten, George W. Bush, zum Thema hat. Der Film ist nach Nixon (1995) und JFK – Tatort Dallas (1991) Stones bereits dritter Film über einen US-amerikanischen Präsidenten.
Es kam am 17. Oktober 2008 in die US-amerikanischen Kinos. Obwohl es zunächst hieß, er werde im Frühjahr 2009 im deutschsprachigen Raum in die Kinos kommen, erschien der Film am 20. Januar 2009 auf DVD und Blu-ray Disc.

## Handlung
Es ist das Jahr 2002. Nach den Anschlägen vom 11. September 2001 bereiten sich Präsident Bush und seine Kabinettsmitglieder darauf vor, einen Krieg gegen den Irak und Afghanistan zu führen. Die so genannte Achse des Bösen muss die Vergeltung der USA zu spüren bekommen – doch ein Grund für einen Krieg wird nicht gefunden. Bush fürchtet zu versagen und erinnert sich an sein Leben.
In Rückblenden wird von dem jungen W. erzählt, der einmal aus einer Gefängniszelle heraus seinen Vater, den texanischen Kongressabgeordneten George Bush, um eine Kaution bitten musste. Schon immer galt W. als ein Freund von Alkohol und Mädchen. Von seinem Vater wird er immer wieder daran erinnert, dass er im Unterschied zu seinem Bruder Jeb für die Bush-Dynastie eine Enttäuschung sei. Dennoch protegiert der Vater den Sohn.
Seine berufliche Karriere scheint trotz alledem immer wieder zu scheitern, so als er für einen Sitz im Kongress für den 19. Bundeswahlkreis von Texas kandidiert, sich aber dem Demokraten Kent Hance geschlagen geben muss. Bush kann die Niederlage kaum verkraften und möchte lieber nicht in die Politik zurück; er wird Mitbesitzer einer Baseball-Mannschaft. Er lernt die junge Laura Welch kennen, die er heiratet und mit der er zwei Töchter bekommt.
Der Vater, inzwischen US-Vizepräsident, bittet seinen Sohn, ihn 1988 im Wahlkampf um das Präsidentenamt zu unterstützen. Nach der gewonnenen Kampagne fürchtet Bush junior jedoch, erneut in der Versenkung zu verschwinden, da kein Sohn eines US-Präsidenten je aus dem Schatten seines Vaters getreten sei. Laura erinnert ihn vergebens an John Quincy Adams. Bush senior führt die USA 1991 an der Spitze einer großen Koalition in einen Krieg gegen den Irak, schreckt aber auf Anraten von Dick Cheney und Colin Powell davor zurück, Saddam Hussein endgültig zu entmachten.
Im November 1992 unterliegt er dann bei den Präsidentschaftswahlen dem Demokraten Bill Clinton. Bush junior möchte gegen diese Schmach angehen und bewirbt sich um das Amt des Gouverneurs von Texas, obwohl ihm seine Eltern das nicht zutrauen. W. hat jedoch bereits 1986 einen Wandel erlebt – er ist „wiedergeborener Christ“ und hat mit dem Trinken aufgehört. Er lässt sich von Karl Rove, den er nur sein „Genie“ nennt, für den Wahlkampf coachen, wird 1994 Gouverneur, gewinnt damit erstmals den Respekt seines Vaters und kann zudem seinen Bruder Jeb Bush übertrumpfen, dessen Versuch, Gouverneur von Florida zu werden, zunächst scheitert. In einer Unterredung mit seinem religiösen Mentor, dem Prediger Earle Hudd, teilt W. diesem mit, dass Gott ihm den Auftrag erteilt habe, sich um das Amt des US-Präsidenten zu bemühen. Er sei dazu auserwählt. Tatsächlich schlägt er bei den Wahlen im November 2000 den Demokraten Al Gore.
Bushs Kabinett, allen voran Vizepräsident Dick Cheney, behauptet im Jahr 2002, im Irak gebe es Massenvernichtungswaffen. Dafür gibt es keine Beweise und die CIA warnt. Geschickt manipuliert man Unterlagen, wonach Saddam Hussein in geheimen Anlagen Waffen produziere, und präsentiert diese den Vereinten Nationen. Ein Ausstiegsszenario aus dem Irak gibt es nicht; Cheney stellt im Kabinett fest, man habe vor, dort zu bleiben. In einer geheimen Besprechung mit seinem Stab stellt Cheney klar, dass die USA in Wahrheit auf die Ölreserven im Irak Einfluss erhalten wollen, und nach dem Fall des Irak werde man auch den Iran unter US-Kontrolle bringen.
Einer amerikanischen Weltherrschaft, einem „Empire“, stehe dann nichts mehr im Weg. Ohne ein UN-Mandat und mit Hilfe der Koalition der Willigen beginnen die USA 2003 einen Krieg im Irak. Nachdem Bush auf einem Flugzeugträger öffentlich den Sieg verkündet und dafür Beifall genossen hat, skizziert der Film die dramatische Verschlechterung der Lage im Irak in den folgenden Monaten mit realen Nachrichtenbildern.
Der Film endet mit jener Pressekonferenz im Jahr 2004, auf der Bush vor der Weltöffentlichkeit rat- und hilflos auf die Frage eines Journalisten reagiert, welches „seine größten Fehler nach dem 11. September waren und welche Lehren er daraus gezogen“ habe. Der überrascht stammelnde Bush findet keine Worte und gibt schließlich indirekt zu, bei der Umsetzung des Irak-Kriegs Fehler gemacht zu haben. Er hat zwar seinen Vater nicht enttäuscht und das zu Ende gebracht, was dieser im Ersten Golfkrieg nicht zustande gebracht habe – Saddam Hussein zu stürzen –, doch zumindest in dem Filmausschnitt ist sich Bush der Anerkennung seines Vaters bis zuletzt nicht sicher.
Die letzte Szene zeigt einen Traum des Präsidenten: er glaubt, beim Baseball einen entscheidenden Ball fangen zu können, doch dieser ist plötzlich verschwunden, und Bush sucht verzweifelt den leeren Himmel ab.

## Hintergrund
W. zählt zu den am schnellsten umgesetzten Filmen von Oliver Stone. Das Drehbuch wurde im Herbst 2007 verfasst. Bereits im Januar 2008 fanden sich Geldgeber. Die Dreharbeiten fanden danach zwischen Mai und Juli 2008 in und um Shreveport (Louisiana) statt. Mit einem Budget von 30 Millionen US-Dollar wurde der Film im Vergleich zu anderen Hollywood-Produktionen relativ kostengünstig von der kanadischen Gesellschaft Lions Gate Entertainment produziert.
Oliver Stones erste Wahl für die Hauptrolle war zunächst Christian Bale. Laut dem Filmemacher stieg Bale jedoch nach den ersten, sehr harten Vorabtests aus dem Vorhaben aus. Für die Rolle von US-Vizepräsident Dick Cheney war ursprünglich Robert Duvall vorgesehen, dieser sagte jedoch kurz vor Beginn der Dreharbeiten ab.

## Synchronisation
Die Synchronisation des Films übernahm die damalige Berliner Synchron GmbH. Das Dialogbuch schrieb Erik Paulsen, der auch für die Dialogregie verantwortlich war.
| Rolle             | Schauspieler       | Synchronsprecher     |
| ----------------- | ------------------ | -------------------- |
| George W. Bush    | Josh Brolin        | Michael Iwannek      |
| Laura Welch/Bush  | Elizabeth Banks    | Bianca Krahl         |
| George H. W. Bush | James Cromwell     | Norbert Gescher      |
| Dick Cheney       | Richard Dreyfuss   | Klaus Sonnenschein   |
| Barbara Bush      | Ellen Burstyn      | Gisela Fritsch       |
| Colin Powell      | Jeffrey Wright     | Oliver Stritzel      |
| Donald Rumsfeld   | Scott Glenn        | Uli Krohm            |
| Karl Rove         | Toby Jones         | Lutz Schnell         |
| Condoleezza Rice  | Thandie Newton     | Anita Lochner        |
| George Tenet      | Bruce McGill       | Detlef Bierstedt     |
| Earle Hudd        | Stacy Keach        | Jürgen Kluckert      |
| Tony Blair        | Ioan Gruffudd      | Florian Halm         |
| Jeb Bush          | Jason Ritter       | Rainer Fritzsche     |
| Don Evans         | Noah Wyle          | Oliver Feld          |
| Susie Evans       | Jennifer Sipes     | Dascha Lehmann       |
| Ari Fleischer     | Rob Corddry        | Stefan Staudinger    |
| Paul Wolfowitz    | Dennis Boutsikaris | Udo Schenk           |
| Tommy R. Franks   | Michael Gaston     | Ernst Meincke        |
| David Frum        | Colin Hanks        | Bernhard Völger      |
| Paul Bremer       | Randall Newsome    | Manuel Vaessen       |
| David Kay         | Tom Kemp           | Reinhard Scheunemann |
| Kent Hance        | Paul Rae           | Uwe Jellinek         |
| John Negroponte   | Thomas Wallace     | Matthias Klages      |
| Thatcher          | Jesse Bradford     | Marcel Collé         |
| Fran              | Marley Shelton     | Anna Grisebach       |

## Rezensionen
Roger Ebert bezeichnete den Film als „faszinierend“ und sah ihn angesichts der mittlerweile umfangreichen Literatur über Bush auch als authentisch an. Authentizität bescheinigte er auch den schauspielerischen Darstellungen, so sei insbesondere Dick Cheney von Richard Dreyfuss geradezu verkörpert worden.
Ann Hornaday von der Washington Post sah den Film dagegen als hastig und ungleichmäßig inszeniert an, Stone habe den Blick auf die Person in ihrer Gänze verloren. Dabei warf sie auch die Frage auf, warum sich ein Publikum einen Film ansehen wollen sollte, wenn es doch selbst immer noch ein Teil von ihm sei und auch nach Bushs Abgang bleiben werde.
Andrea Köhler bezeichnete den Film in der Neuen Zürcher Zeitung als „Slapstick-Marathon“ sowie als „nur mässig komisch und […] zur Verharmlosung [tendierend]“.
Kritik rief der Film erwartungsgemäß im Umfeld von George W. Bush hervor. So dementierte sein Bruder Jeb Bush die Idee, Bushs Machtstreben sei von dem Wunsch geleitet gewesen, aus dem Schatten seines Vaters hervorzutreten, als „high-grade, unadulterated hooey“ („hochgradigen Unsinn in Reinkultur“). Er kritisierte, dass die Macher des Films unzureichend recherchiert hätten und zum Beispiel keinen Kontakt mit ihm aufgenommen hätten.